# Küchendeutsch
Küchendeutsch (englisch Namibian Black German oder NBG) ist eine deutsch-basierte, nicht-kanonische Kontaktsprache in Namibia (ähnlich wie Unserdeutsch in Neuguinea). Küchendeutsch wurde früher auch, in meist abfälliger Weise, „Hottentottendeutsch“ genannt (siehe Hottentotten). Die Sprache wird heute nur noch von etwa 15.000 hauptsächlich älteren Namibiern und früheren Angestellten der ehemaligen Kolonialherren verwendet, wovon sich auch der Name „Küchendeutsch“ ableitet. Die Sprecher beherrschen meist außerdem entweder Afrikaans oder Hochdeutsch (siehe auch Deutsche Sprache in Namibia). 
Küchendeutsch wird nicht von Geburt an, als Muttersprache, erworben (wie etwa eine Kreolsprache), sondern erst im weiteren Lebensverlauf. Darum ist Küchendeutsch als Pidginsprache einzuordnen (im Sinne einer Lingua franca, Verkehrssprache oder Behelfssprache).
Beispiele:
- Lange nicht sehen  – Lange nicht gesehen
- Was Banane kosten? – Was kostet die Banane?
- spät Uhr – zu später Zeit
- Herr fahren Jagd, nicht Haus – Der Herr geht zur Jagd, und ist nicht zu Hause

Küchendeutsch ist oft Anreiz für junge Namibier, die deutsche Sprache als Fremdsprache zu erlernen, um ihre Großeltern zu verstehen.
Zu Beginn des 20. Jahrhunderts existierten Bestrebungen, ein künstlich vereinfachtes Deutsch für den Gebrauch in den Kolonien zu entwickeln. Dieses wurde 1916 von Emil Schwörer unter dem Namen Kolonialdeutsch propagiert. Im Gegensatz dazu stand das Konzept des als internationales Kommunikationsmittel gedachten Weltdeutsch von Adalbert Baumann.